# Kvinesdal
Kvinesdal là một thị xã trong hạt Vest-Agder, Na Uy. 
Nó nằm trong khu truyền thống của Lister. Trung tâm hành chính của đô thị là làng Liknes. Các làng khác trong Kvinesdal bao gồm Feda, Fjotland, Knaben, và Storekvina.
Kvinesdal là một thành phố nằm dọc theo bờ biển kéo dài, đạt tới mặn ở đầu của Fedafjorden, nơi có thể tiếp cận với Biển Bắc ở phía nam. Xa hơn về phía bắc, cảnh quan được cắt ngang bởi các thung lũng hẹp với những ngôi làng nhỏ rải rác. Ngoài ra còn có các mỏ bị bỏ rơi tại Knaben, một khu nghỉ mát trượt tuyết nổi tiếng. Bởi vì Kvinesdal giống với địa lý của quốc gia như một tổng thể, nó thường được gọi là "Na Uy nhỏ".
Kvinesdal thuộc một khu vực trung tâm ở phía Nam Na Uy, nơi mà nhiều người di cư đến Bắc Mỹ, đặc biệt là Hoa Kỳ, từ những năm 1850 cho đến những năm 1950. Nó được ghi nhận là một "làng người Mỹ" (tiếng Na Uy: Amerika-bygd) vì số lượng người Mỹ cao. Đây thường là những người Na Uy di chuyển đến Hoa Kỳ, nhận được Quốc tịch Hoa Kỳ và sau đó chuyển về Na Uy hoặc là những người Na Uy chưa bao giờ có quốc tịch Na Uy.